# Pour le droit et pour l'honneur
Pour plus de détails, voir Fiche technique et Distribution.
Pour le droit et pour l'honneur (Fighting Thru) est un film américain réalisé par William Nigh, sorti en 1930.

## Synopsis
Dan Barton, un des participants de la ruée vers l'or de 1849, revient à sa cabane. Son partenaire, Tennessee Malden, vient de partir pour rencontrer sa sœur Alice. Il se rend en ville pour le stopper. Il le trouve en train de jouer aux cartes avec Fox Tyson, un joueur, Queenie, une fille du saloon, et Ace Brady, le patron du saloon, qui sont en train de le plumer.
Plus tard, Tennessee est tué par Fox, qui fait croire que Dan est le coupable. Ce dernier est accusé par Alice et Ace. Dan s'échappe et apprend qu'Ace et Queenie ont pour but d'obtenir du procureur de quoi écarter Alice de l'héritage de Tennessee. Il arrivera à convaincre Alice et le shérif qu'il est innocent.

## Fiche technique
- Titre original : Fighting Thru
- Titre français : Pour le droit et pour l'honneur
- Réalisation : William Nigh
- Scénario : Jack Natteford
- Décors : Ralph M. DeLacy
- Photographie : Ted D. McCord, Arthur Reed
- Son : John Stransky Jr.
- Montage : Earl Turner
- Production : Phil Goldstone
- Société de production : Tiffany Productions
- Société de distribution : Tiffany Productions
- Pays d'origine :  États-Unis
- Langue originale : anglais
- Format : Noir et blanc — 35 mm — 1,37:1 — son mono
- Genre : Western
- Durée : 61 minutes
- Dates de sortie : 
  - États-Unis : 25 décembre 1930
  - France : 7 octobre 1932

## Distribution
- Ken Maynard : Dan Barton
- Jeanette Loff : Alice Malden
- Wallace MacDonald : George "Tennessee" Malden
- Carmelita Geraghty : Queenie
- William L. Thorne : Ace Brady
- Charles King : Fox Tyson
- Fred Burns : Shérif Miles Clay